# Odete (artista)
Odete C. Ferreira (Porto, 1995), mais conhecida como Odete, é uma ativista, artista, performer, produtora e DJ transgénero portuguesa que em 2021 venceu a primeira edição do concurso RExFORM, Projeto Internacional de Performance realizado a partir de uma colaboração entre o Maat e a BoCA – Biennial of Contemporary Arts.

## Percurso
Odete nasceu no Porto, em 1995 e reside atualmente em Lisboa. Concluiu o curso de Artes do Espetáculo na Academia Contemporânea do Espetáculo - Escola de Artes, no Porto, em 2013, tendo também um bacharelato em Estudos Gerais, pela Universidade de Lisboa. Estudou flauta transversal numa escola de música do Porto e teve aulas básicas de formação musical, durante cerca de seis anos.
Iniciou a sua carreira com o amigo Bruno Cadinha, através do projeto de djsetting "queriaSTARmorta", conjugando drag, voguing e dança informal através de uma narrativa sonora.
É membro do coletivo Circa A.D. um grupo queer e transagressivo que pretende explorar sons e identidades inconvencionais.
No seu trabalho como DJ, explora noções de pertença, narrativas transgénero e formas de tornar visível a tristeza, a fragilidade e a "falha" enquanto potências políticas. Ao agregar samples, sons e melodias, pretende criar uma espécie de micro-arquivo da comunidade LGBT ao longo da história. Recorre a samples de drag queens a falar, títulos que remetam para símbolos e experiências enquanto rapariga trans, melodias de lira, sons de polícias e todos os sons que permitam compor uma paisagem sonora do que é uma identidade LGBT trans-histórica. Já apresentou o seu trabalho - que envolve escrita, música, performance e artes visuais - em diversos locais e contextos, tais como o Teatro Taborda, o Teatro Municipal Campo Alegre, malavoadora.porto, CasAzul (Barcelos), CAPC (Coimbra), Festival DDD ou Rua das Gaivotas 6. Foi performer em “Cyborg Sunday", de Dinis Machado, tendo o projeto sido apresentado no WELD (Estocolmo, Suécia), no SKOGEN (Gotemburgo, Suécia), no Chelsea Theatre (Londres) e no Teatro Municipal Rivoli (Porto).
Durante o último mês de 2018, Odete lançou o EP Matrafona onde junta reggaeton, noise, vozes chipmunked, techno, industrial, flauta transversal e outros instrumentos. O nome do albúm é uma referência à personagem de Carnaval. Parte do lucro das vendas do EP reverteu para a associação Stop Despejos.
Em 2019, lançou a mix For The Astral Plane, cuja abertura, em spoken word, examinava o corpo trans sob a perspetiva capitalista e do patriarcado.
No mesmo ano, lançou ainda o disco Amarração, enquanto trabalhava em full-time em Lisboa, que passou no ZigurFest, em Lamego, e em setembro no festival Ano 0, em Lisboa.
Ainda em dezembro do mesmo ano, Odete atuou na discoteca Lux, em Lisboa, num evento organizado por Mykki Blanco, centrado numa visão não-binária e muito pouco redutora da feminilidade.
Em 2021, Odete venceu a primeira edição do concurso RExFORM - Projeto Internacional de Performance que contou com cerca de 90 candidaturas. A estreia da performance "On Revelations and Muddy Becomings", no MAAT, que deveria ter ocorrido em janeiro de 2021, foi um dos espetáculos que foram adiados devido ao confinamento decretado em Portugal por causa do aumento de casos de COVID 19.

## Reconhecimentos e Prémios
- Em 2018, fez parte da lista 15 Artistas Lisboetas que Precisas de Conhecer, da Resident Advisor.[12]
- Em 2021 venceu a primeira edição do concurso RExFORM - Projeto Internacional de Performance, que nasceu da colaboração entre o Maat e a BoCA, com o intuito de promover a criação artística contemporânea.[13][14][15]

## Obra
- EP Water Bender (2020)
- EP Amarração (2019)
- EP Matrafona (2018)